# Анет (острво)
Анет (енгл. Annette Island) је острво САД које припада савезној држави Аљасци. Површина острва износи 342 ². Према попису из 2000. на острву је живело 1447 становника.